# Baie Chesterfield
Pour les articles homonymes, voir Chesterfield (homonymie).

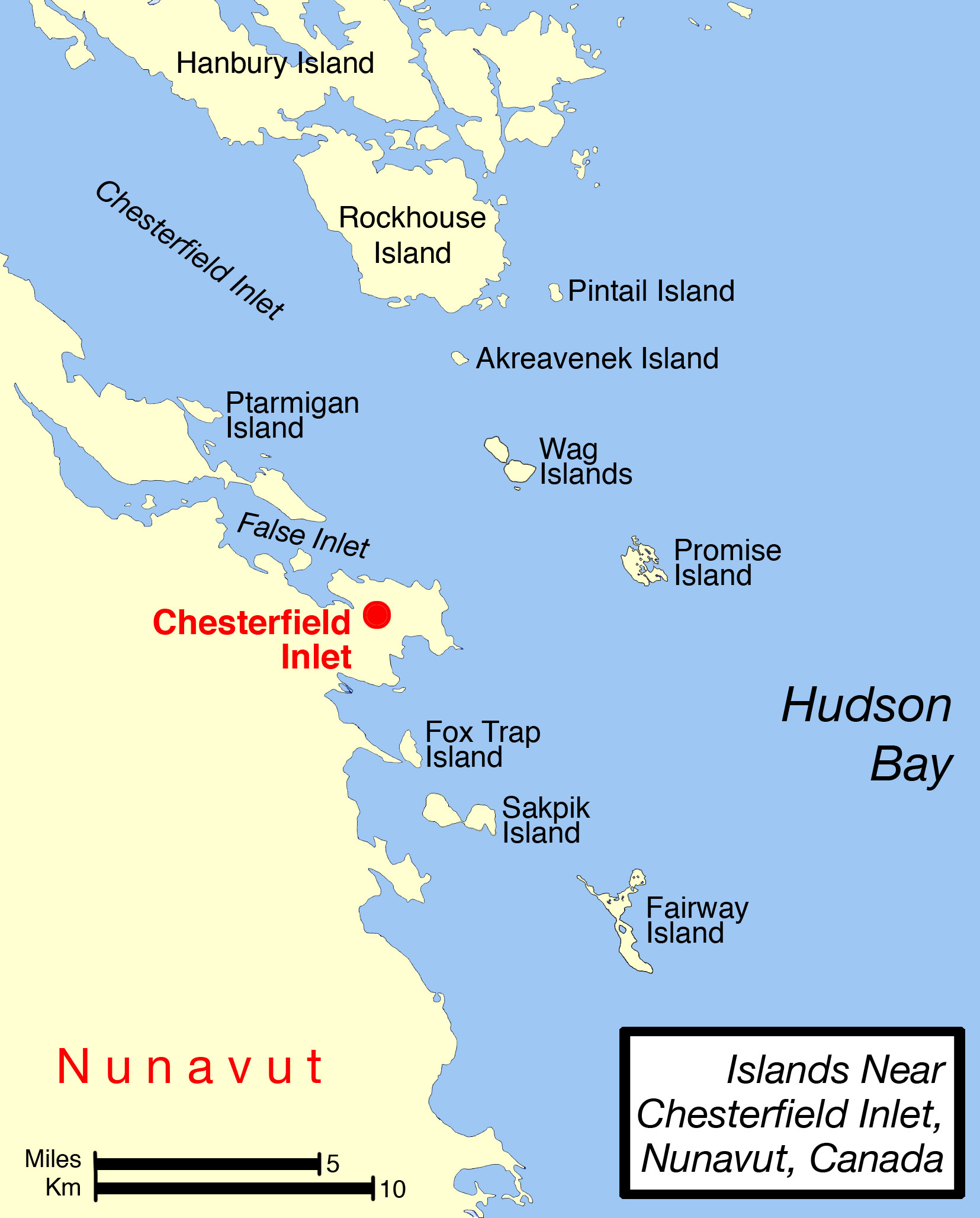
Emplacement de la baie Chesterfield (Chesterfield Inlet)

La baie Chesterfield (Chesterfield Inlet en anglais) est un bras de la baie d'Hudson située au nord-ouest de celle-ci dans la région de Kivalliq au Nunavut (Canada). Il correspond à l'embouchure de la rivière Thelon après son passage dans le Lac Baker. La baie Cross (Cross Bay en anglais) est un élargissement important du passage Chesterfield qui survient à 30 km à l'est du lac Baker. Il y a plusieurs îles dans le passage.
Le hameau inuit de Chesterfield Inlet est situé au bord de l'embouchure du cours d'eau. Autrefois, la région était l'hôte des Aivilingmiuts et des Qaernermiuts.

## Annexe